# En ung Piges Fristelser
En ung Piges Fristelser (originaltitel Chickie) er en amerikansk stumfilm fra 1925 instrueret af John Francis Dillon.

## Medvirkende
- Dorothy Mackaill som Chickie
- John Bowers som Barry Dunne
- Hobart Bosworth som Jonathan
- Gladys Brockwell som Jennie
- Paul Nicholson som Jake Munson
- Myrtle Stedman som Janina
- Olive Tell som Ila Moore
- Lora Sanderson som Bess Abbott